# 希尔德·科皮

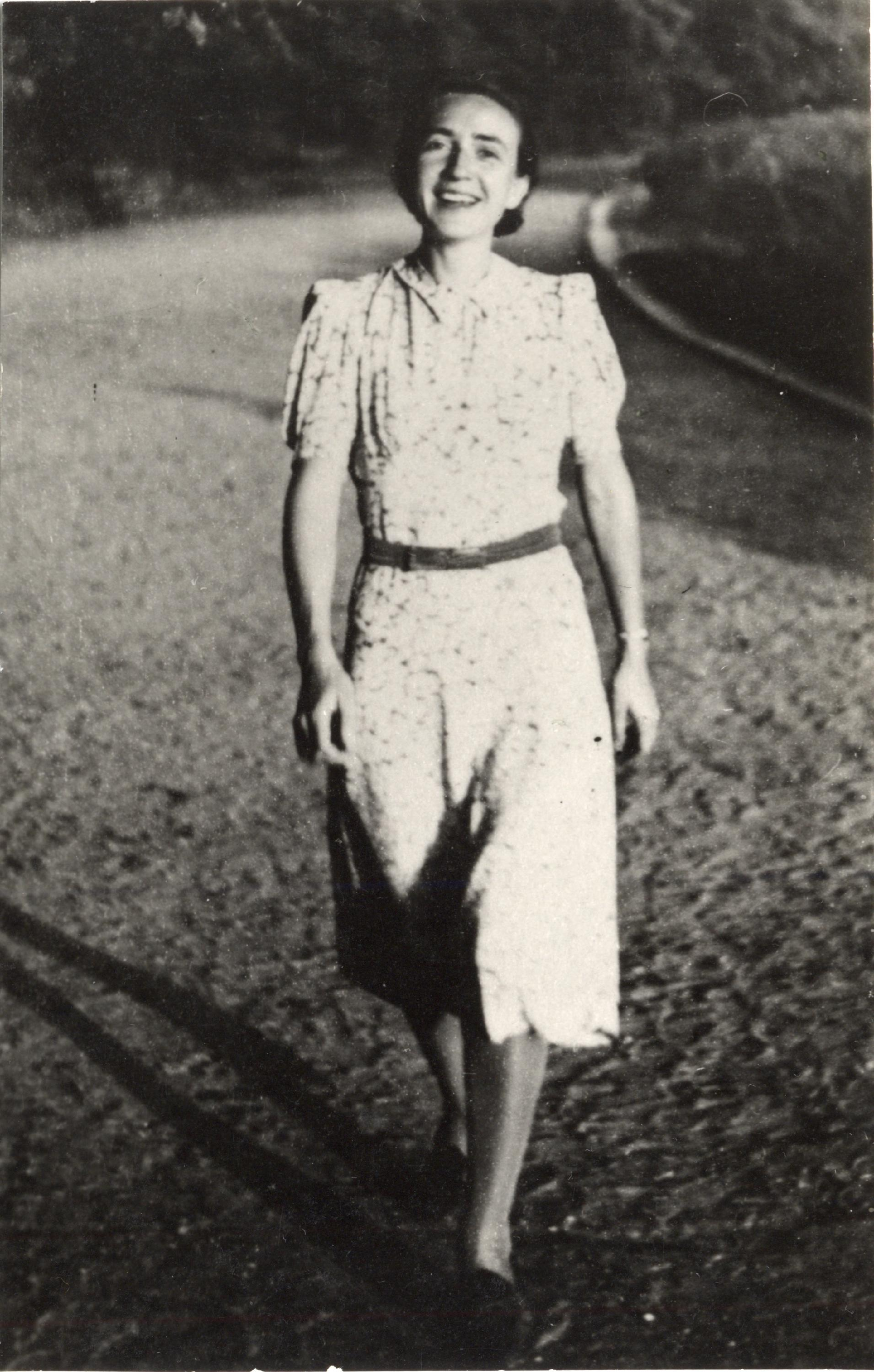
希尔德·科皮

贝蒂·格特鲁德·凯特·希尔达·科皮（Betti Gertrud Käthe Hilda Coppi，婚前姓氏为雷克，1909年5月30日—1943年8月5日）通常被称作希尔德·科皮（Hilde Coppi），是一位德国共产党人、反抗纳粹政权的抵抗运动成员。她是也是红色交响乐队的成员。

## 生平
贝蒂·格特鲁德·凯特·希尔达·雷克的母亲曾经营过一家小皮革商店。贝蒂·格特鲁德·凯特·希尔达·雷克曾在职业学校就讀，畢業後，她成為一位全科医师的助理。
在结识刚刚出狱的汉斯·科皮时，希尔德正是總部位於柏林的国家文职人员保险协会（Reich Insurance Institute for Clerical Workers）的一名职员。截至1933年，希尔德已经与德国共产党的党员建立了联系。
希尔德与汉斯·科皮在1941年6月14日结婚，之后曾帮助遭纳粹政权迫害的人躲藏。战争期间，希尔德曾收听俄罗斯之声的电台广播，并将收听到的信息传达给红色交响乐队以及其他抵抗组织。她还曾向德国战俘的亲属转达自己从俄罗斯之声电台听到的来自战俘们的问候以及一切关于战俘们可能还活着的消息。这一点尤为重要，因为纳粹宣传机器一直声称苏军会肆意射杀敌方人员，从不接收俘虏。此外，她还忙于用传单和贴纸传播来自自己的组织的消息。
1942年9月12日，科皮夫妇双双被捕，汉斯的父母与兄弟以及希尔德的母亲也一并被捕。希尔德在被捕时已怀有身孕，后来于11月27日在巴尼姆大街女子监狱（Barnimstrasse women's prison/ Frauengefängnis Barnimstraße）诞下一子。1942年12月22日，汉斯·科皮被处死，1943年1月20日，希尔德被判处死刑。当年7月，曾有人就她的案件提出了宽大处理请求，但希特勒没有批准。处决日期一直推迟至8月，以便让希尔德哺育儿子小汉斯·科皮。1943年8月5日，希尔德在柏林普勒岑湖監獄被斩首，此时距她丈夫被处死已过去了七个多月。